# Шпириг, Никола
Никола Шпириг Шпириг (нем. Nicola Spirig; род. 7 февраля 1982) — швейцарская триатлонистка.
Триатлоном начала заниматься в 1992 году, до 15 лет её тренировал отец. Является дипломированным юристом.
Дебютировала в июле 1998 года на чемпионате Европы по триатлону среди юниоров, заняв 18-е место. Уже через месяц на чемпионате мира среди юниоров была пятой, а в 1999 году на чемпионате Европы среди юниоров стала чемпионкой. В 2001 году на юниорском первенстве Европы завоевала серебряную медаль, а на юниорском первенстве мира — золотую. В 2003 и 2005 годах становилась также медалисткой европейских и мировых молодёжных первенств (для спортсменов не старше 23 лет).
На Олимпиаде 2008 в Пекине заняла 6-е место. В 2009 и 2010 годах побеждала на чемпионате Европы, в общем зачёте первенства мира 2010 года заняла второе место.
Олимпийская чемпионка в Лондоне в 2012 году. Лучшая спортсменка Швейцарии 2012 года («Sports Awards»).
Серебряный призёр олимпийских игр 2016 года.
Победительница I Европейских игр.